# 박도식 (역사가)
가톨릭관동대학교 역사교육과 학사, 경희대학교 대학원 사학과에서 문학석사와 문학박사 학위를 받았다. 전문분야는 조선시대 사회경제사 및 영동지역사이다. 현재 강릉원주대학교 사학과 초빙교수 재임 중이다.

## 저서
- 《조선전기 공납제 연구》
- 《강릉의 동족마을》
- 《어촌 심언광의 문학과 사상》